# Haworthia maculata
Haworthia maculata ist eine Pflanzenart der Gattung Haworthia in der Unterfamilie der Affodillgewächse (Asphodeloideae).

## Beschreibung
Haworthia maculata wächst stammlos und sprossend. Die zahlreichen aufrechten bis ausgebreiteten, eiförmig-lanzettlichen Laubblätter bilden eine Rosette mit einem Durchmesser von bis zu 8 Zentimetern. Die purpurgrüne Blattspreite ist 6 Zentimeter lang und 1 Zentimeter breit. Sie ist mit farblosen Punkten gefleckt. Am Blattrand und dem Blattkiel befinden sich kurze Dornen.
Der Blütenstand ist schlank und besteht aus 15 bis 20 Blüten, von denen nur wenige gleichzeitig geöffnet sind. Die weißen Blüten besitzen einen gelblichen Schlund und grüne Adern.

## Systematik und Verbreitung
Haworthia maculata ist in der südafrikanischen Provinz Westkap verbreitet.
Die Erstbeschreibung als Haworthia schuldtiana var. maculata durch Karl von Poellnitz wurde 1940 veröffentlicht. Martin Bruce Bayer erhob die Varietät 1976 in den Rang einer Art.
Es werden folgende Varietäten unterschieden:
- Haworthia maculata var. maculata
- Haworthia maculata var. intermedia (Poelln.) M.B.Bayer

## Nachweise